# 中国人民武装警察部队警官学院
中国人民武装警察部队警官学院，简称武警警官学院，本部位于四川省成都市，隶属武警总部，是中国人民武装警察部队普通高等教育院校，也是四川省唯一一所军事院校。

## 沿革
- 1950年2月，成立中国人民解放军西南军区军事政治大学，下设中国人民解放军西南军区军事政治大学川北分校。此后，川北分校先后经历中国人民解放军西南军区公安部队军政干部学校、四川省公安学校武装警察训练大队、中国人民解放军成都军区独立师教导队、四川省公安局（厅）人民武装警察教导队、中国人民武装警察部队四川省总队教导大队等九次变迁[1][2]。
- 1984年5月23日，在原中国人民武装警察部队四川省总队教导大队的基础上，组建中国人民武装警察部队成都指挥学校[1][2][3]。1995年由中专升为大专院校[4]。
- 2000年，更名中国人民武装警察部队成都指挥学院，隶属中国人民武装警察部队四川省总队[1][2][5][6]。成为武警部队27所初级指挥院校中首批实现校改院的三所院校之一[3]。2001年升为本科院校[4]。
- 2007年，升格为正师级[4]。
- 2011年，学院由初级指挥院校转型为学历教育合训院校，更名中国人民武装警察部队警官学院，升格为副军级，直属武警总部[1][2][4]。2011年9月1日，中国人民武装警察部队警官学院在成都市双流区华阳镇举行揭牌仪式[7]。
- 2017年，在深化国防和军队改革中，根据中共中央总书记、中央军委主席习近平的整编命令，在原武警警官学院、福州指挥学院、广州指挥学院基础上，调整组建成立新的武警警官学院，主要承担驻武警部队执勤分队指挥类生长警官、机动分队指挥类生长警官和交通分队指挥类生长警官培训任务[8]，为高等教育院校[1]。
  - 中国人民武装警察部队福州指挥学院：1985年6月25日，中华人民共和国国务院批准中国人民武装警察部队福建省总队教导大队正式改建中国人民武装警察部队福州指挥学校。2004年6月6日，建立本科军事院校中国人民武装警察部队指挥学院福州分院，合署办公[9]。2004年开始全面开办本科教育[10]。2005年10月2日，受第19号台风影响，武警福州指挥学校新学员训练大队遭受特大山洪袭击，造成85人遇难；同年11月，国务院、中央军委发出通令，对相关责任人进行严肃处理[11]。2006年，武警福州指挥学校、武警指挥学院福州分院合并，升格中国人民武装警察部队福州指挥学院。2016年，迁入新建成的长乐校区[12][13]。
  - 中国人民武装警察部队广州指挥学院：1984年3月，国务院批准武警广东总队教导大队升格中国人民武装警察部队广州指挥学校。2000年9月，升格中国人民武装警察部队广州指挥学院。
- 2021年9月1日，武警警官學院正式啟用新院徽（即資訊框所用者）[14]。

## 历任领导
| 院长 …… - 周汉良 武警大校（？—？，武警成都指挥学校校长） …… - 余成 武警大校（？—？，武警成都指挥学院院长） - 李宏伟 武警大校（？—2011年，武警成都指挥学院院长） - 范武茂 武警少将（2011年—2015年7月） - 张量栋 武警少将（2015年7月—） | 政治委员 …… - 郑守堃 武警上校（？—？，武警成都指挥学校副政治委员主持工作） …… - 葛焕东 武警大校（？—？，武警成都指挥学院政治委员） - 张绍荣 武警大校（？—2011年，武警成都指挥学院政治委员） - 杨乘 武警少将（2011年—） |

中国人民武装警察部队福州指挥学院
| 院长 …… - 肖凤合 武警大校（1997年3月—2004年12月，武警福州指挥学校校长，2004年6月起兼武警指挥学院福州分院院长） - 周小猛 武警大校（2004年12月—2005年11月撤职，武警福州指挥学校校长兼武警指挥学院福州分院院长） - 李宏伟 武警大校（？—？） - 周崎辉 武警大校（？—？） - 张量栋 武警大校（2012年—2015年7月） | 政治委员 …… - 施恭生 武警大校（？—2005年11月撤职，武警福州指挥学校兼武警指挥学院福州分院政治委员） - 林祖强 武警大校（？—？） - 叶文芳 武警大校（？—2015年） - 周尚斌 武警大校（2015年—2017年） |

## 专业设置
2024年学校设置的专业有11个：
- 作战指挥
- 大数据工程
- 指挥信息系统工程
- 信息安全
- 道路桥梁与渡河工程
- 管理科学与工程类
- 法学
- 思想政治教育
- 应用心理学
- 中国语言文学类
- 哲学

2025年學校設置的專業有8个：
- 法学
- 民族学
- 作战指挥
- 无人系统指挥与控制
- 侦察情报
- 目标保障
- 指挥信息系统工程
- 管理科学

## 校区
- 院本部（四川省成都市双流区警校路一段489号）
- 广州训练基地（广东省广州市白云区）
- 外东区训练场
- 仁寿驻训基地（四川省眉山市仁寿县）[26]
- 万安训练场
- 从化综合训练场